# راتسوت
راتسوت (به لهستانی:  Racot) یک روستا در لهستان است که در گمینا کوشچیان واقع شده‌است. راتسوت ۱٬۳۲۱ نفر جمعیت دارد.